# Jean Auguste Margueritte
Jean Auguste Margueritte (15 gennaio 1823 – 6 settembre 1870) è stato un generale francese, padre degli scrittori Victor e Paul Margueritte.
Dopo un'onorabile carriera in Algeria, il generale venne ferito a morte nel corso della grande carica di cavalleria a Sedan. Morì pochi giorni dopo in Belgio. La storia della sua vita è stata pubblicata, con il titolo Mon père (1884), dal figlio Paul.